# Bloodstone: Subspecies 2
Bloodstone: Subspecies 2 sau Bloodstone: Subspecies II este un film american și românesc din 1993 regizat de Ted Nicolaou, al doilea din seria Subspecies. A fost produs de Castel Film Romania și Full Moon Studios și a fost distribuit direct-pe-video de Full Moon Features, la fel ca restul producțiilor francizei.
Producătorii filmului au fost Oana Păunescu și Vlad Păunescu, iar ca producător executiv a servit Charles Band.
Rolurile principale au fost interpretate de actorii Anders Hove, Denice Duff și Kevin Spirtas.

## Prezentare
Bloodstone: Subspecies 2 începe direct după evenimentele din primul film, cu slujitorii lui Radu, Subspecii, reașezând capul lui Radu la locul său și scoțând țepușa din inima sa. Radu îi găsește pe Stefan și Michelle dormind și îl ucide imediat pe Stefan. Soarele care răsare îl obligă pe Radu să caute refugiu; Michelle se trezește la apusul soarelui și îl găsește pe Stefan mort în sicriu, cu Piatra Sângelui încă în mâini. Michelle fuge la București cu Piatra, sperând să o contacteze pe sora ei, Becky, pentru ajutor. Radu, cu ajutorul mamei sale, "Mumia", pleacă să o găsească pe Michelle și Piatra. Becky ajunge în România și cu ajutorul locotenentului Marin, profesorului Popescu și a agentului ambasadei SUA Mel Thompson, încercând să-și găsească sora. Radu o prinde în cele din urmă pe Michelle, care se luptă cu pofta de sânge de când Radu a luat Piatra. Mel și locotenentul Marin nu cred ce afirmă Popescu și Becky, așa că cei doi merg la o criptă din apropiere unde cred că ar putea fi Michelle. Popescu este ucis de mumie, în timp ce Becky este prinsă și dată lui Michelle pentru a se hrăni. În loc să-și omoare sora, Michelle îl înjunghie pe Radu în față cu un pumnal fermecat și îi dă foc mamei lui Radu, care fuge din cameră în flăcări. Becky și Michelle încearcă să scape din catacombe, dar Michelle este oprită de răsăritul soarelui. Becky promite să se întoarcă în acea seară, dar pe măsură ce Michelle coboară înapoi în mormânt, este prinsă de o mumie reînviată.

## Distribuție
- Anders Hove: Radu
- Denice Duff: Michelle Morgan
- Kevin Spirtas: Mel
- Melanie Shatner: Rebecca Morgan
- Michael Denish: Popescu
- Pamela Gordon: mumie
- Ion Haiduc: locotenentul Marin

## Producție și primire
A fost filmat în mai multe locuri din România, folosind tehnici de animație stop motion  și păpuşi pe tije pentru a se obține aspectul dorit de regizor pentru creaturile denumite subspecii. Filmul a avut parte de recenzii împărțite, criticii citând clișeele cu vampiri ca un punct slab al producției, dar în general lăudând alegerea regizorului de a face filmările din România, precum și efectele speciale folosite în filme.  

## FrancizaSubspecies
- Subspecies (1991)
- Bloodstone: Subspecies 2 (1993)
- Bloodlust: Subspecies 3 (1994)
- Vampire Journals (1997)
- Subspecies 4: Bloodstorm (1998)